# التضامن (منبج)
التضامن بلدة سوريّة تتبع إداريّاً لمحافظة حلب منطقة منبج ناحية مسكنة، بلغ تعداد سكانها 2,281 نسمة حسب التعداد السكاني لعام 2004.